# Élisabeth Ercy
Élisabeth Ercy (de son vrai nom Élisabeth Mottet) est une actrice française née à Dresde, en Allemagne, le 20 juillet 1944.
Révélée au cinéma par Phaedra (1962) de Jules Dassin et à la télévision par le rôle de Cécile dans Bonjour tristesse (1965) de François Chatel avec Michel Auclair et Anne Vernon, elle entame une courte carrière anglo-saxonne.

## Filmographie
- 1962 : Phaedra, de Jules Dassin
- 1963 : Les Vainqueurs (The Victors), de Carl Foreman
- 1964 : Mort, où est ta victoire ?, d'Hervé Bromberger
- 1964 : Les Amoureux du France, de Pierre Grimblat
- 1964 : Sans merveille, de Michel Mitrani
- 1965 : Merveilleuse Angélique, de Bernard Borderie
- 1965 : Pas de caviar pour tante Olga, de Jean Becker
- 1966 : Doctor in clover, de Ralph Thomas
- 1967 : La Créature invisible (The Sorcerers), de Michael Reeves
- 1967 : Une fille nommée Fathom (Fathom), de Leslie H. Martinson